# Humor anti Barney
El humor anti-Barney es una forma de humor cuya sátira se dirige a la serie televisiva infantil Barney y sus amigos, programa considerado por sus detractores como: "edulcorado", "aburrido", "tedioso", "muy empalagoso" e incluso "peligroso" y "sin valor educativo". En el libro del profesor W. J. T. Mitchell de la Universidad de Chicago, The Last Dinosaur Book: The Life and Times of a Cultural Icon, señala que el programa es a menudo blanco de parodias y ataques negativos por parte de niños mayores, adolescentes y adultos tanto de los Estados Unidos como del extranjero. Razón por la cual es considerado uno de los programas menos populares de la televisión por parte del público en general.
Otros programas preescolares que han sido objeto de sátira han sido: Dora, la exploradora, Sesame Street, Caillou, Peppa Pig, Teletubbies, My Little Pony: La magia de la amistad, Pocoyó, Arthur, Pequeño Bill, Thomas y sus amigos, Bob, el constructor, Angelina Ballerina, LazyTown, The Fresh Beat Band, Little Einsteins, Manny a la obra, Doctora juguetes, Oso: Agente especial, La casa de Mickey Mouse, PAW Patrol, Bluey, Go, Diego, Go!, Hazte amigo de Jehová, Max y Ruby, Baby Shark's Big Show, El mundo de Luna, El pequeño reino de Ben y Holly y VeggieTales; sin embargo, en el caso de Barney, el humor puede llegar a ser más oscuro y despiadado hasta el punto de "querer matar" al personaje principal.
Dicho fenómeno surgió a partir de mediados de los años 1990, en el punto más alto de popularidad del programa infantil.

## Historia
El estreno de la serie en 1992 causó fascinación entre los menores de hasta cuatro años, no siendo así entre el público infantil de más edad y el público más joven, los cuales consideraban el programa como "edulcorado", "todo muy bonito" y "unidimensional".
El profesor de la Universidad de Chicago, W. J. T. Mitchell, dijo lo siguiente:

"Barney ha recibido más críticas hostiles como cualquier otro icono cultural del que yo tenga constancia. Los padres transmitían su profundo desagrado hacia el saurio edulcorado, mientras que los alumnos de segundo curso no pudieron admitir que les pudo gustar Barney".

Este grupo fue uno de los primeros en recurrir a las sátiras tal como aparecen en el libro de 1995 Greasy Grimy Gopher: The Subversive Folklore of Childhood, donde se les dedica un capítulo entero.
Los adultos, al igual que los adolescentes, coincidieron en la unidimensionalidad del personaje y empezaron a contribuir en las pullas hacia el mismo hasta el punto de subir vídeos en YouTube donde aparecen "torturando" muñecos de peluches de Barney de diferentes formas: quemados, volatilizados (incluso con amonal) o atropellados.
Varias fuentes apuntan a que las hostilidades hacia el saurio edulcorado se deben al hecho de que los demás personajes (humanos) cometen ciertos actos inmorales como mentir, engañar y robar sin que el personaje principal les reprenda por sus acciones. Otras razones son la voz del personaje, definida como "aledada" por los detractores, su amplia sonrisa y su personalidad al igual que la interacción de los niños con este.
En Barney vs. The San Diego Chicken, Ted Giannoulas declaró:

[...] "Quizás la mayoría de las duras críticas se deben a que en el programa no se les enseñan a los niños a lidiar con los sentimientos y emociones negativas. Tal como un comentador señala, el verdadero peligro de Barney es la negación: la negativa a reconocer la existencia de realidades desagradables para junto con su dieta constante de risa y el amor incondicional, Barney le ofrece a los niños un mundo unidimensional, donde cada uno debe ser feliz y todo lo que debe ser resuelto de inmediato.

Además, el programa aparece listado en el puesto 50 de "Los 50 peores programas de televisión de todos los tiempos" por TV Guide, siendo el único programa de televisión pública que figura en la lista.

## Ejemplos

### Televisión

#### Barkley contra Barney
El 25 de septiembre de 1993, el exbaloncestista Charles Barkley acudió como invitado al programa Saturday Night Live, donde hizo un sketch en el que parodiaba el anuncio de Nike en el que aparecía el propio Barkley enfrentándose a Godzilla con la diferencia de que en este aparecía Barney en un 1x1.

#### Animaniacs
Barney también fue parodiado en un episodio de la serie animada Animaniacs llamado "Baloney and Kids". En dicho episodio, el personaje fue satirizado como "Baloney" (traducido al español como "camelo"). Al mismo tiempo, también se parodiaba a la cadena original que emitía al saurio edulcorado, PBS (Public Broadcasting Service), bajo las siglas de "SBS (Stupid Broadcasting Service)", con una voz en off que rezaba el siguiente eslogan: "Baloney and Kids está patrocinado por esta cadena y otras cadenas con falta de programación inteligente".

#### Dinosaurios
El personaje también fue parodiado en Dinosaurios, con "Georgie", que es un hipopótamo naranja, el cual es admirado por Baby Sinclair, para irritación de sus hermanos y su padre, Earl Sinclair. Como lo muestra el episodio "Georgie Must Die", Baby Sinclair disfruta viendo una cinta de vídeo en la que Georgie canta su canción "I Hug You" (una parodia apenas velada de la famosa canción "I Love You, You Love Me" de Barney). Al poco tiempo, el canto enfurece a Earl hasta que finalmente quita la cinta y la rompe en pedazos, lo que provoca un berrinche por parte de Baby. Para compensar esto, Earl tiene que llevar a Baby con Georgie, quien hará una aparición en vivo en el centro comercial cercano. Sin embargo, Earl se niega a hacerlo al ver la larga fila de fans de Georgie, lo que provocó otro berrinche por parte de Baby. Desesperado por animar a Baby, Earl se pone un disfraz e imita a Georgie para detener el llanto de Baby. Desafortunadamente, esto hace que la gente de Georgie arreste a Earl por infracción de derechos de autor y lo encarcelen. Mientras está en la cárcel, Earl recibe la visita del propio Georgie, quien le revela sus intenciones de hacer valer su marca entre los niños y beneficiarse del marketing y la comercialización.

#### Los Simpson
El personaje también ha sido parodiado en Los Simpson. Como se muestra en el personaje de "Bernie the Dinosaur", una aparición especial como figura de adoctrinamiento sectario en el episodio "The Joy of Sect" (parodiando una vez más su famoso tema "I love you, you love me") así como uno de los personajes favoritos de Maggie Simpson y uno de los enemigos del resto de la familia, especialmente siendo despreciado por Lisa Simpson.

#### Little Einsteins
Barney también ha sido parodiado en Little Einsteins en el episodio "The Great Schubert's Guessing Game", el personaje fue satirizado como "Blarney" (el mismo nombre de una ciudad en Irlanda) el cual está en el carnaval del gran Franz Schubert con coches chocadores, tiovivo, tobogán y montaña rusa, y el premio consta de un caballo de peluche. "Blarney" hace figura de adoctrinamiento de Schubert en el carnaval así como uno de los personajes favoritos de Annie y uno de los enemigos de los demás miembros del equipo, especialmente siendo despreciado por June.

### Música
Una de las canciones más conocidas respecto al "movimiento anti-Barney" es Barney's on Fire, de Tony Mason, tema que por equivocación se le suele atribuir a "Weird Al" Yankovic, aún negando este ser el autor. No obstante, este último realizó una parodia titulada Jurassic Park en la que menciona al saurio violeta. Otras piezas musicales son Evil Barney Bus Driver e Evil Barney Babysitter, ambas interpretadas por el cómico Stephen Lynch.
En 1998, Ryan Steinhardt hizo una combinación de clips de Barney and Friends con el sencillo de 2Pac Hit 'Em Up con el que el espectador tiene la falsa sensación de que Barney y los demás personajes están rapeándo. Cabe destacar que se trata de una yuxtaposición, puesto que el tema musical contiene un lenguaje agresivo en contraste con el lenguaje edulcorado del programa infantil.

### Cómics
En 1994, la editorial italiana Eternity Comics lanzó una tirada de cómics titulada Kill Barney en la que se describía la muerte del personaje.
En 1995, la revista humorística-científica Annals of Improbable Research publicó un artículo taxonómico titulado: La taxonomía de Barney con imágenes de rayos x de su anatomía.

### Internet
Dentro del internet, el humor anti-Barney no se hizo esperar. Por ejemplo, "The Jihad to Destroy Barney", un movimiento de internet y juego de rol de 1993 que buscaba humillar, difamar y destruir la imagen del personaje. Según los propios fundadores del movimiento:

"The Jihad es una organización heterogénea de personas en Internet dedicada a la difamación, humillación, erradicación, asesinato y eliminación de Barney el dinosaurio morado del programa televisivo infantil Barney y sus amigos de las ondas y de la vida de cada ser humano. Cuando The Jihad habla de matar a Barney, nos referimos a la idea de Barney el dinosaurio morado, no a la(s) persona(s) en ese traje morado hinchado y repugnante de alcantarilla."

Este también se ha vuelto popular a través de los memes dónde se le ridiculiza o se le pone en situaciones denigrantes (drogadicción, pedofilia, etc.) y en el shitposting donde las situaciones o burlas pueden llegar hasta lo abstracto.

## Documental
Una miniserie sobre el odio a Barney llamada I Love You, You Hate Me se lanzó en Peacock el 12 de octubre de 2022. Se lanzó un avance el 28 de septiembre de 2022.